# Wim de Vreng
Willem (Wim) de Vreng (Amsterdam, 18 juni 1930 – bij Vinkeveen, 25 september 1980) was een Nederlands zwemmer. Hij behoorde medio jaren 50 tot de zwemtop, maar staat vooral bekend om zijn mislukte poging mee te doen aan de Olympische Spelen.

## Biografie
De Vreng, een Amsterdammer, werd in 1947 voor het eerst opgemerkt toen zwemcoach Jan Stender trainingen ging geven in aanloop naar de eerste naoorlogse Europese zwemkampioenschappen. Hoewel uiteindelijk niet geselecteerd, zat hij wel in het groepje zwemmers dat hiervoor werd klaargestoomd. In 1952 dook hij weer op toen hij voor het eerst ook de 100 meter vrije slag onder de minuut zwom en gelijk, in de plaats van de verhinderde Joris Tjebbes, met het Nederlandse zwemteam mee mocht naar de Canarische eilanden voor wedstrijden. Hij werd destijds door de sportjournalisten een 'nieuwe zwemontdekking' genoemd.
In 1953 won hij met zilver op de 100 meter zijn eerste nationale zwemmedaille. Zijn topjaar was echter 1954, toen hij Nederlandse records op de 100 meter, 200 meter en 400 meter vrije slag op zijn naam zette. Ook zwom hij in die jaren met de estafetteploeg enkele snelle tijden. De Vreng bemachtigde in 1955 de lang gehoopte Nederlandse titel, toen op de 400 meter. Hij leek echter te vroeg te hebben gepiekt, want hij mocht het jaar erop niet mee naar de Olympische Spelen in Melbourne. De Vreng liet het er alleen niet bij zitten en ging, met de eveneens afgewezen bokser Rikus Teters, op eigen initiatief naar Australië. De twee hoopten zo een grotere kans te maken alsnog deel te mogen nemen, maar een paar dagen voor de Spelen besloot Nederland het hele team terug te trekken en het toernooi te boycotten. Teleurgesteld keerden de twee vrienden toen na maanden terug naar Nederland.
De Vreng was gehuwd en overleed op 50-jarige leeftijd, toen hij bij Vinkeveen verongelukte. Zijn weduwe hertrouwde in 1987.

## Erelijst
- Nederlands kampioen: 1955.

## Trivia

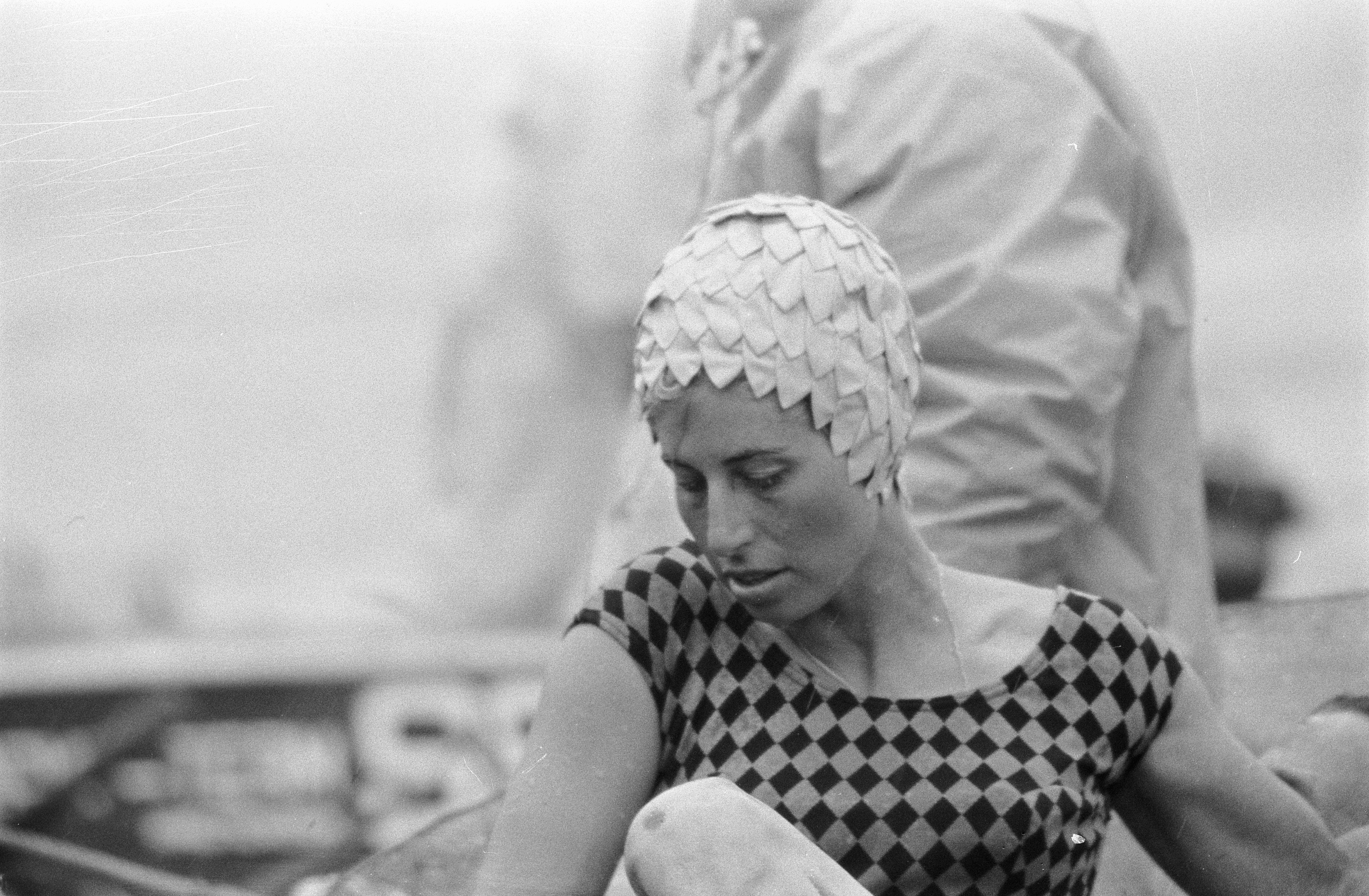
Waterskikampioene Juliana Drooge, vlak voor het ongeluk

- De Vreng redde in de zomer van 1960 de kersverse waterskikampioene Juliana Drooge, die gewond raakte toen ze bij een val tegen een springschans terechtkwam. De mensen in de volgboten raakten zo in paniek dat de oud-zwemmer, die toevallig aanwezig was, in het water sprong en Drooge op de kant hielp.[13]

Drooge hield aan het ongeluk een gecompliceerde armbreuk en beenwonden over.
- Wielrenner Frans de Vreng was zijn oom.[14]